# Juri Iwanow (Schiff)

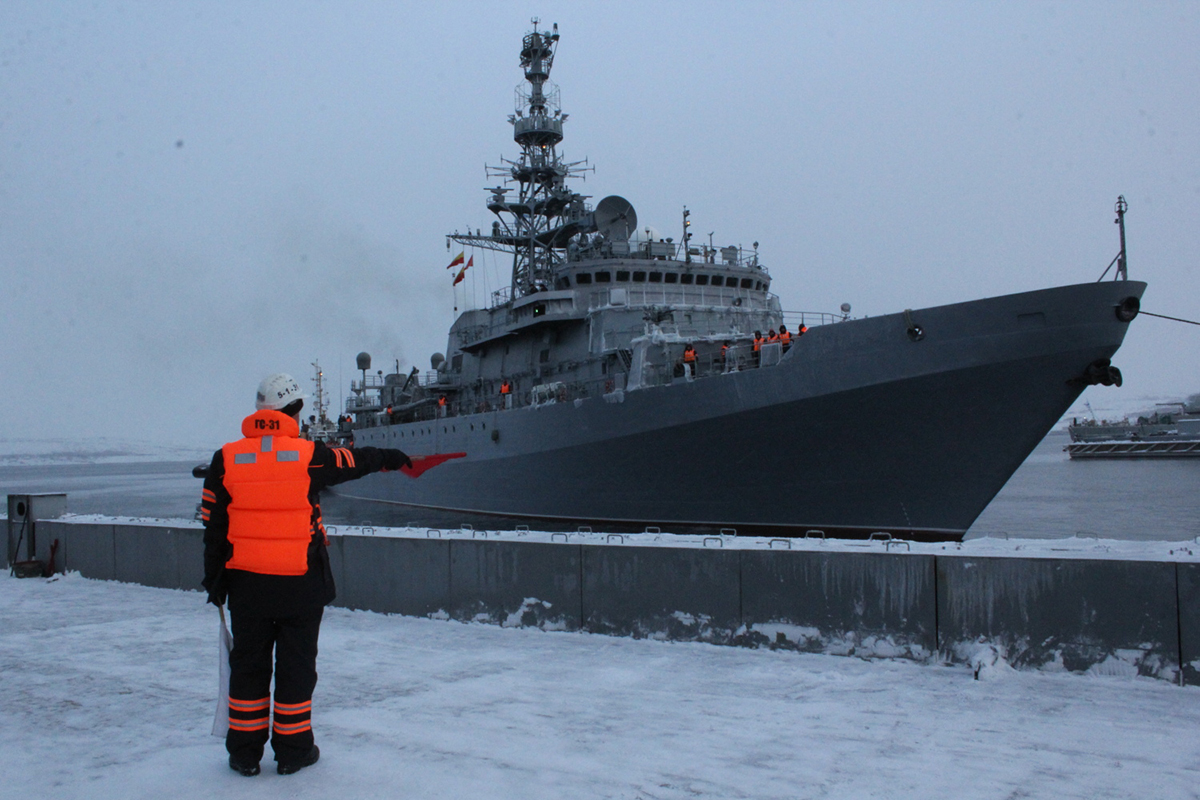
Juri Iwanow (2019)

Die Juri Iwanow (russisch Юрий Иванов) ist eines der modernsten und größten SIGINT-Aufklärungsschiffe der russischen Marine. Die Juri Iwanow ist das Typschiff der gleichnamigen Klasse (Projekt 18280).

## Geschichte
Das Schiff ist das Typschiff der modernen russischen Klasse von Aufklärungsschiffen, des Projektes 18280. Die Juri Iwanow wurde im Jahr 2004 in Sankt Petersburg auf Kiel gelegt, 2013 vom Stapel gelassen und 2015 im Beisein von Präsident Wladimir Putin offiziell der russischen Seekriegsflotte übergeben. Es wird von der Nordflotte eingesetzt. Es ist nach dem sowjetischen Vizeadmiral Juri Wassiljewitsch Iwanow (1920–1990) benannt.
Die Juri Iwanow war das erste Schiff der Klasse. Zunächst war geplant, bis 2020 drei weitere Einheiten zu bauen, von denen jeweils eine der Pazifikflotte, der Schwarzmeerflotte und der Baltischen Flotte zugeteilt werden sollten. Mit Stand Mitte 2023 hat die Juri Iwanow jedoch nur ein Schwesterschiff, und zwar die 2018 in Dienst gestellte Iwan Churs.

## Schiff
Das 95 Meter lange Schiff hat eine Verdrängung von 4.000 Tonnen. Mit einer Geschwindigkeit von maximal 16 Knoten hat die Juri Iwanow eine Reichweite von 8.000 Seemeilen. An Bord befindet sich eine Mannschaft von 120 Seeleuten, Aufklärungstechnikern und GRU-Mitarbeitern.
Zweck der Juri Iwanow ist hauptsächlich die Überwachung von US-Schiffen, die Teil des Aegis-Kampfsystems sind. Aegis ist die maritime Komponente des amerikanischen Raketenabwehrschilds. Ziel ist es, die Lücken in diesem und anderen amerikanischen Systemen zu erkennen und nutzbar zu machen. Die Daten werden an andere russische Waffenträger (U-Boote und Schiffe) weitergeleitet und sollen evtl. Angriffe mit Interkontinentalraketen auf das amerikanische Festland möglich machen.
Bewaffnet ist das Schiff mit leichten Luftabwehrgeschützen.

## Einsatz
Das Schiff patrouilliert als Teil der Nordflotte von der Marinebasis Seweromorsk aus im Gebiet des Polarkreises.